# 2 (getal)
Het getal twee, weergegeven door het enkele cijfer 2, is het natuurlijke getal dat direct na een komt en direct voor drie.

## In de wiskunde
- Het getal 2 is het kleinste (en enige even) priemgetal.
- Het getal 2 is het kleinste natuurlijke getal waarvoor alle n-de machtswortels (n>1) irrationaal zijn. ( {\displaystyle {\sqrt[{n}]{2}}} {\displaystyle \neq } a/b {\displaystyle \Leftrightarrow } a,b {\displaystyle \in } Z en n>1)
- Even getallen zijn een veelvoud van 2, andere getallen zijn oneven.
- In het binaire talstelsel worden twee cijfers gebruikt (0 en 1).
- 2 en 0 zijn de enige getallen die dezelfde uitkomst opleveren wanneer je het getal bij zichzelf optelt en wanneer je het met zichzelf vermenigvuldigt: {\displaystyle 2\times 2=2+2} en {\displaystyle 0\times 0=0+0}.
- En er geldt dat 2 de enige oplossing is van de vergelijking {\displaystyle x+x=x\cdot x=x^{x}=x\uparrow ^{n}x} (waarbij n ieder natuurlijk getal {\displaystyle \geq 2} is en {\displaystyle \uparrow } staat voor Knuths pijlomhoognotatie).
- 2 is het kleinste onaanraakbare getal.
- Het getal 2 is een Catalan-getal.
- Het getal 2 komt voor in de rij van Fibonacci en de rij van Padovan.
- Van alle machten van 2 ({\displaystyle 2^{x}}) is het vermoeden dat geen enkele van die machten is te schrijven als een optelling van opeenvolgende natuurlijke getallen. Bijvoorbeeld: 3 is te schrijven als 1+2. 5 als 2+3. 9 als 2+3+4. Alle natuurlijke getallen behalve alle machten van twee zijn te schrijven als een opeenvolging van natuurlijke getallen. 1, 2, 4, 8, 16, 32 etc. zijn niet te schrijven als een optelling van opeenvolgende natuurlijke getallen.

## In de scheikunde
- Twee is het atoomnummer van helium.

## In het mensenleven
- Volgens de filosofische richting van het dualisme komt alles in tweeën: man ↔ vrouw, licht ↔ donker, links ↔ rechts, boven ↔ onder, goed ↔ slecht.
- Veel ledematen en organen komen paarsgewijs voor, zoals de hersenen in twee gelijke hersenhelften, benen, voeten, handen, armen, ogen, oren, nieren, longen en zelfs het hart heeft twee bloedcirculaties, twee kamers en twee boezems. Een aantal organen is symmetrisch zoals de schildklier en een aantal organen kent per helft een zelfstandig werkende systeem zoals de geslachtsorganen van zowel man als vrouw.
- Veel talen hebben of hadden een speciale meervoudsvorm voor deze paarsgewijs voorkomende organen: de dualis.
- Twee geluidskanalen geven samen een ruimtelijke indruk: het stereo geluidseffect.
- Bij een traditionele dobbelsteen is de twee de tegenvoeter van de vijf (de som van tegenvoeters is steeds zeven).
- Twee is ook vaak een paar zoals in een paar schoenen en een echtpaar. In het Engels bijvoorbeeld bij a pair of trousers (een broek).

## In het Nederlands
- Twee is een hoofdtelwoord.
- Van twee walletjes eten, profiteren van meer mogelijkheden, ook: biseksueel zijn[1]
- Het is twee voor twaalf, het is de allerhoogste tijd, ook: het televisieprogramma Twee voor twaalf
- Waar twee kijven hebben twee schuld, ruzie kan men beide partijen aanrekenen
- Twee geloven op een kussen, daar slaapt de duivel tussen, een huwelijk kan niet alle verschillen overbruggen

## Evolutie van de vorm
Een vroeg symbool voor het getal twee bestond uit twee evenwijdige streepjes; horizontaal (二) zoals bij de Chinese cijfers en de Brahmi-cijfers) of ook verticaal. Uit het Brahmi-cijfer ontwikkelde zich via de Arabieren het huidige cijfer 2.